# Forn del Puig de l'Infern
Forn del Puig de l'Infern és un forn del municipi del Port de la Selva inclòs en l'Inventari del Patrimoni Arquitectònic de Catalunya.

## Descripció
Situat al sud-est del nucli urbà de la població del Port de la Selva, en el replà que es forma al coll que hi ha entre el puig Bufadors i el puig de l'Infern, molt pròxim a aquest darrer.
Forn aïllat de planta circular, d'uns quatre metres i mig de diàmetre per una alçada màxima conservada de tres metres. L'estructura ha perdut completament la volta que el cobria i presenta la banda nord força més degradada que la resta. A la banda de migdia, en canvi, el mur conserva més alçada i presenta dos grans contraforts construïts en perpendicular que emmarquen i delimiten la porta d'accés. La porta és d'obertura trapezial amb la llinda monolítica. Damunt seu hi ha l'element més notable de la construcció, una obertura o encaix triangular en forma de frontó, que fa les funcions d'un arc de descàrrega i alhora és un element decoratiu. Està format per tres grans lloses de pissarra i aprofita la mateixa llinda de la porta com a base. Es troben col·locades en sec. L'interior és cobert de pedres caigudes i abundant vegetació.
La construcció està bastida amb rebles de pissarra allargats, lligats amb fang. Hi ha nombrosos fragments de ferro natural pels voltants de l'estructura, procedents de l'aflorament d'aquest mineral al cim del puig de l'Infern, el qual també fou explotat.

## Història
Forn datat entre els segles XV i XVIII que està ubicat al puig de l'Infern, també conegut com a Muntanya Negra són topònims originats per l'existència de ferro en aquest paratge, que dona a les penyes una coloració marcadament fosca.
Al peu del vessant nord-est del puig hi ha unes mines amb galeria i al seu cim, a pocs metres del forn descrit, es documenten els testimonis evidents d'una gran explotació de ferro a l'aire lliure; munts de pedres procedents de l'explotació s'estenen per una extensa rodalia. Hi ha també alguna veta de calcària pels encontorns.
Al massís de la Muntanya Negra, divisori entre els termes de Cadaqués i el Port de la Selva hi destaquen els tres cims veïns del mont Bufadors, el més alt (433 m. s.n.m.), el puig de l'Infern i el puig Carallot; aquest darrer ja dins el terme de Cadaqués.
Aquest topònim és mencionat ja el 31 de juliol de 1060 en un document on la comtessa Guilla d'Empúries fa donació de l'abadia de Santa Maria de Roses amb els seus termes a la Canònica de la Seu de Girona. Un dels afrontaments es va poder identificar amb el topònim de Muntanya Negra, per la qual cosa, es pot deduir el coneixement de les característiques minerals d'aquesta muntanya i la seva possible explotació.